# Diostrombus striaticollis
Diostrombus striaticollis är en insektsart som beskrevs av Van Stalle 1988. Diostrombus striaticollis ingår i släktet Diostrombus och familjen Derbidae. Inga underarter finns listade i Catalogue of Life.